# La Torreforta (Tarragona)
La Torreforta és una obra de Tarragona inclosa a l'Inventari del Patrimoni Arquitectònic de Catalunya.

## Descripció
Casa fortificada que dona nom al barri, tardogòtica, rectangular, aproximadament de 12 x 9 m i 12 m d'alçada. Exterior de maçoneria i carreus a les cantonades i obertures. Coberta de teula. Conserva a l'interior part de les escales originals i dues grans arcades de mig punt. Restaurada a partir de 1986 per l'arquitecte Sardà, allotja un centre de serveis socials públic.